# Long Phú (phường)
Long Phú là một phường thuộc tỉnh An Giang, Việt Nam.

## Lịch sử
Sau năm 1975, Long Phú là một xã thuộc huyện Phú Châu.
Ngày 25 tháng 4 năm 1979, Hội đồng Chính phủ ban hành Quyết định 181-CP. Theo đó:
- Sáp nhập ấp Long Châu của xã Long Phú vào xã Tân An
- Sáp nhập ấp Long Hưng của xã Long Phú vào thị trấn Tân Châu.

Ngày 13 tháng 11 năm 1991, huyện Phú Châu được chia lại thành hai huyện An Phú và Tân Châu, xã Long Phú thuộc huyện Tân Châu.
Ngày 24 tháng 8 năm 2009, Chính phủ ban hành Nghị quyết số 40/NQ-CP. Theo đó:
- Điều chỉnh 160 ha diện tích tự nhiên và 211 người của xã Phú Long thuộc huyện Phú Tân về xã Long Phú quản lý
- Chuyển huyện Tân Châu thành thị xã Tân Châu
- Thành lập phường Long Phú thuộc thị xã Tân Châu trên cơ sở toàn bộ diện tích và dân số của xã Long Phú sau khi điều chỉnh địa giới hành chính.

Sau khi thành lập, phường Long Phú có 1.211 ha diện tích tự nhiên và 15.558 người.
Ngày 12 tháng 6 năm 2025, Ủy ban Thường vụ Quốc hội ban hành Nghị quyết số 1654/NQ-UBTVQH15 về việc sắp xếp các đơn vị hành chính cấp xã của tỉnh An Giang. Theo đó, toàn bộ diện tích tự nhiên, quy mô dân số của các phường Long Hưng, Long Châu và Long Phú thành phường mới có tên gọi là phường Long Phú.

## Giao thông
Tỉnh lộ 953 là tuyến giao thông chính trên địa bàn phường.

## Y tế - Giáo dục
- Trường THCS Long Phú
- Trường Tiểu học B Long Phú
- Trường Trường Tiểu học A Long Phú